# Universidade de Montana

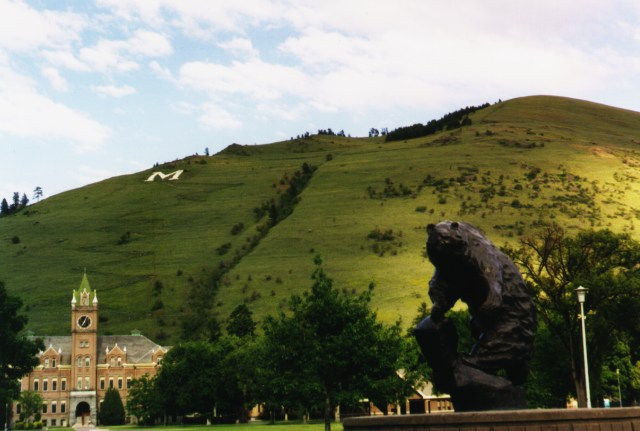
Campus universitário da Universidade de Montana em 1999.

A Universidade de Montana  (em inglês : University of Montana – Missoula) é uma universidade pública norte-americana situada em Missoula, Montana, Estados Unidos. A universidade foi fundada em 1893.
No outono de 2007, ela contava com cerca de  14 000 estudantes.
A equipa desportiva os  Montana Grizzlies participa na  Big Sky Conference.